# 伊斯拉奇河

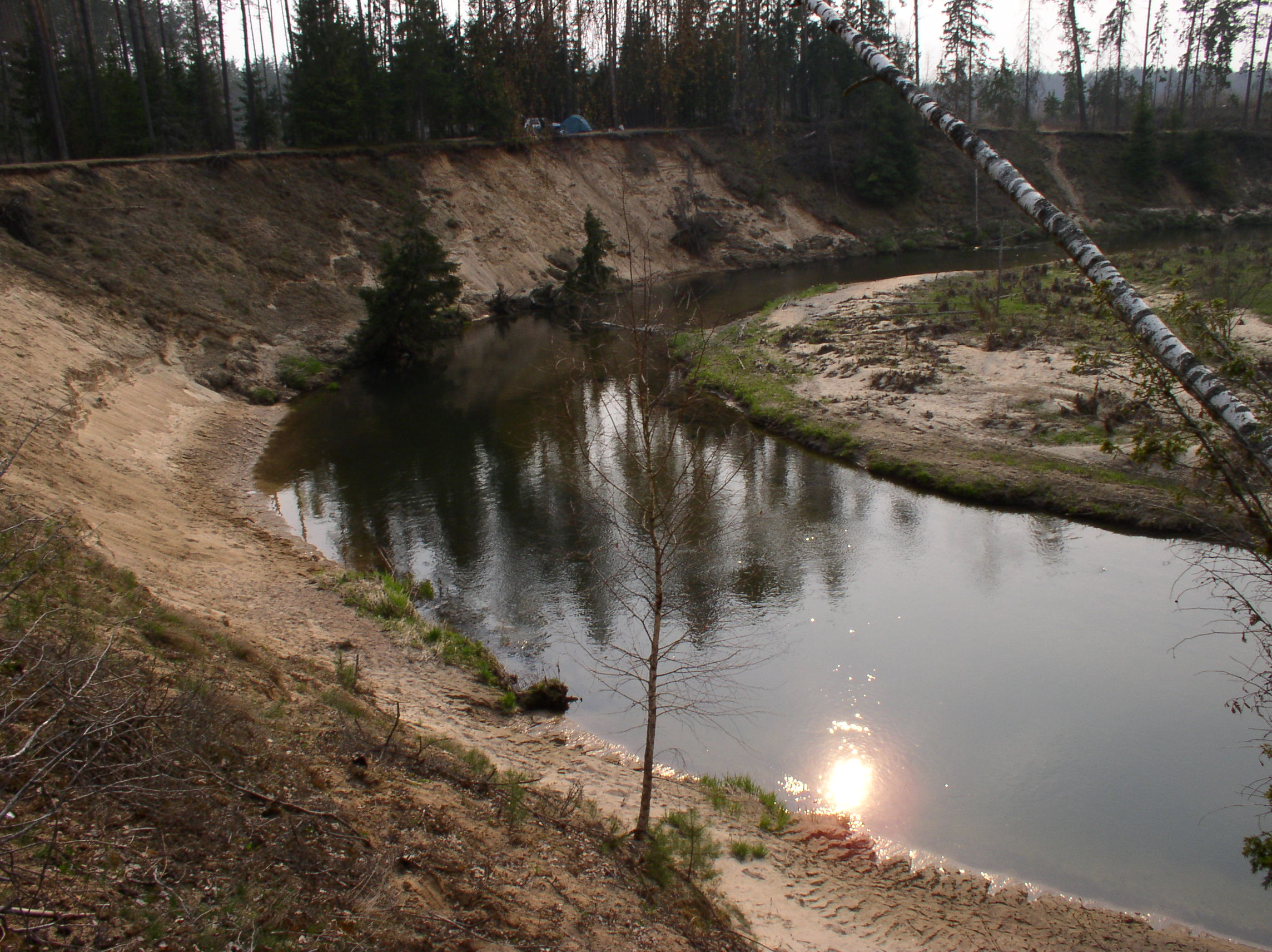
伊斯拉奇河

伊斯拉奇河（白俄羅斯語：Іслач）是白俄羅斯的河流，屬於別列津納河的右支流，河道全長102公里，流域面積約1,330平方公里，發源自明斯克高地，流經明斯克州和格羅德諾州。